# 建设街道 (齐齐哈尔市)
建设街道是中国黑龙江省齐齐哈尔市建华区下辖的一个街道。